# Mușchi ridicător al vălului palatin
Mușchiul ridicător al vălului palatin (latină: musculus levator veli palatini) sau peristafilinul intern este un mușchi etalat sub mucoasa vălului palatin. După locul inserției se mai numește și petrosalpingostafilin.

## Structură
Mușchiul ridicător al vălului palatin ia naștere printr-un tendon mic dintr-o zonă rugoasă patrulateră de pe extremitatea medială a feței inferioare a stâncii temporalului, în fața deschiderii inferioare a canalului carotidian. Fibre suplimentare iau naștere de pe fața inferioară a părții cartilaginoase a tubului faringotimpanic și de pe procesul vaginal al osului sfenoid. La origine, mușchiul este plasat mai degrabă inferior decât medial de tubul faringotimpanic și se intersectează doar medial cu acesta, la nivelul lamei pterigoidiene mediale. Trece medial de marginea superioară a constrictorului superior și anterior de salpingofaringian. Fibrele sale se răsfiră în treimea medială a palatului moale, între cele două fascicule ale palatofaringianului, pentru a se atașa de fața superioară a aponevrozei palatine până la linia mediană, unde se împletesc cu cele ale mușchiului contralateral. Mușchiul ridicător al vălului palatin formează o chingă suspendată sub baza craniului, care alcătuiește aproximativ 40% din palatul moale.
Este format dintr-un număr egal de fibre roșii (lente) și albe (rapide).

## Inervație și vascularizație
Este inervat de plexul faringian. Primește sânge de la ramura palatină ascendentă a arterei faciale și ramura palatină mare a arterei maxilare.

## Acțiuni
Rolul principal al mușchiului este acela de a ridica partea posterioară aproape verticală a palatului moale și de a o trage ușor înapoi; în timpul deglutiției, palatul moale este ridicat în așa fel încât acesta atinge peretele posterior al faringelui, separând nazofaringele de orofaringe. Prin tragerea suplimentară a pereților laterali ai nazofaringelui posterior și medial, mușchiul ridicător al vălului palatin îngustă acest spațiu. Mușchiul are efect mic sau niciun efect asupra tubului faringotimpanic, deși poate permite deschiderea pasivă a acestuia.